# 茨城県道252号坂東菅生線

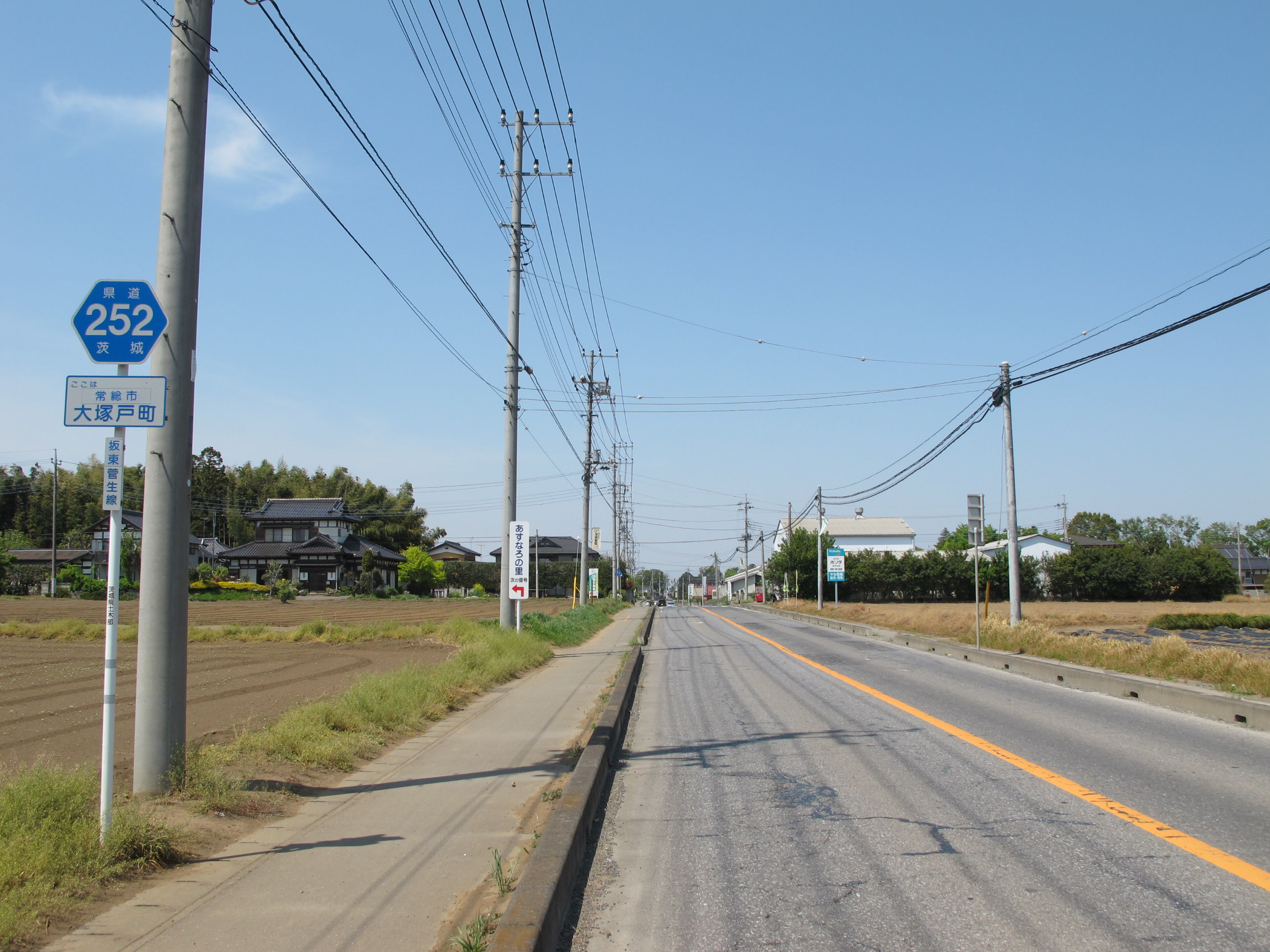
茨城県道252号坂東菅生線
常総市大塚戸町（2014年4月）

茨城県道252号坂東菅生線（いばらきけんどう252ごう ばんどうすがおせん）は、茨城県坂東市から常総市菅生町に至る一般県道である。

## 概要
菅生沼の東側に位置し、坂東市神田山の国道354号・神田山交差点から常総市菅生町の茨城県道3号つくば野田線・原入口交差点まで南北に結ぶ延長約5.5kmの路線。道路沿線に一言主神社がある。

### 路線データ
- 起点：茨城県坂東市辺田字六天349番12地先（茨城県道20号結城坂東線交点、辺田南交差点）[1]
- 終点：茨城県常総市菅生町字大波1347番6（茨城県道3号つくば野田線交点、原入口交差点）[2]
- 総延長：6.763 km[3]
- 重用延長：1.181 km[3]
- 未供用延長：なし[3]
- 実延長：5.582 km[3]
- 自動車交通不能区間延長[注釈 1]：なし[3]

## 歴史
1994年（平成6年）4月1日、前身にあたる一般県道藤代板戸井岩井線（整理番号151）は、一部区間が主要地方道取手豊岡線に昇格・統合されることにより廃止 となり、藤代板戸井岩井線の西側の残存区間（岩井市辺田-水海道市菅生町）部分をもって、起点を岩井市、終点を水海道市菅生町とした新規路線、県道岩井菅生線（整理番号425）として路線認定された。翌1995年（平成7年）に整理番号252へ変更される。2005年（平成17年）に、起点の岩井市が平成の大合併により猿島郡猿島町とともに坂東市となったことに伴い、路線名を坂東菅生線と改称し現在に至る。

### 年表
- 1994年（平成6年）4月1日
  - 岩井菅生線（整理番号425）として県道路線認定[5]。
  - 道路の区域は、岩井市大字辺田県道結城岩井線分岐（辺田南交差点）から水海道市菅生町県道つくば野田線交点までに決定する[1]。
- 1995年（平成7年）3月30日：整理番号425から現在の番号（整理番号252）に変更される[6]。
- 1995年（平成7年）6月12日：水海道市菅生町の菅生交差点 - 菅生南交差点間のルート（1.417 km）を止め、菅生交差点 - 原入口交差点間のルート（1.017 km）に振り替えされ、終点が現在位置となる[2]。
- 2000年（平成12年）4月1日：水海道市大字菅生の区間を、通行する車両の最大重量限度25トンの道路に指定[7]。
- 2001年（平成13年）3月1日：岩井市大字辺田の区間を、通行する車両の最大重量限度25トンの道路に指定[8]。
- 2002年（平成14年）4月1日：岩井市大字神田山 - 水海道市菅生町の区間を、通行する車両の最大重量限度25トンの道路に指定[9]。
- 2004年（平成16年）3月22日：水海道市菅生町、岩井市大字辺田の各区間を、通行する車両の高さの最高限度4.1mの道路に指定[10]。
- 2005年（平成17年）4月1日：現在の路線名である坂東菅生線に路線名称が変更される[11]。
- 2008年（平成20年）4月1日：常総市大塚戸町 - 同市菅生町の区間を、通行する車両の最大重量限度25トンの道路に指定[12]。
- 2010年（平成22年）4月1日：常総市大塚戸町 - 同市菅生町の区間を、通行する車両の最大重量限度25トンの道路に再指定[13]。

## 路線状況
道路法の規定に基づき、坂東市神田山（神田山交差点） - 常総市菅生町（菅生交差点）間は、緊急輸送道路として機能を維持するため、災害発生時の被害拡大防止を目的に道路用地内に電柱を建てることが制限されている。

## 地理

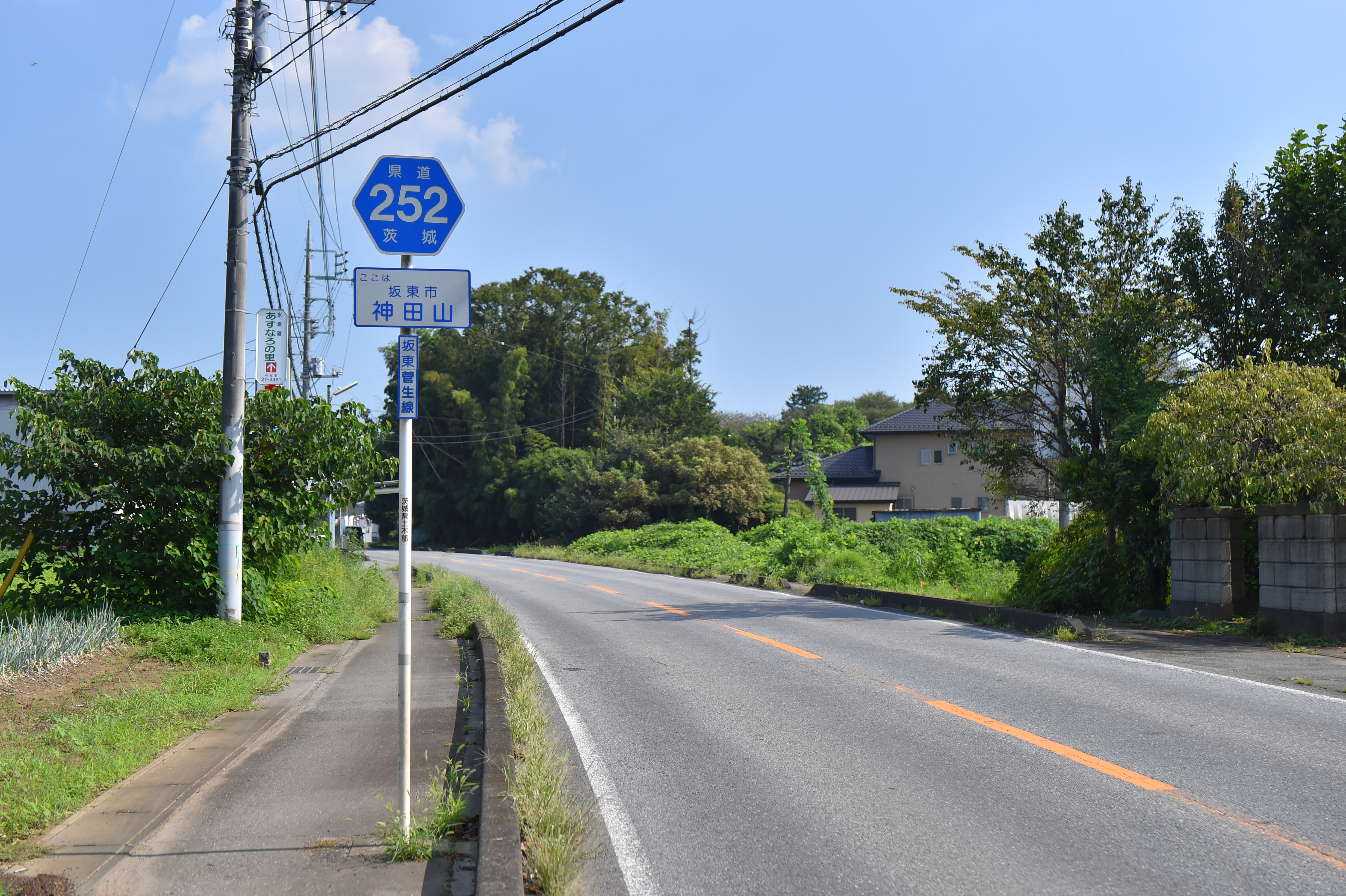
坂東市神田山（2024年9月）

### 通過する自治体
- 茨城県
  - 坂東市 - 常総市

### 交差する道路
- 国道354号（坂東市辺田、辺田東交差点～坂東市神田山、神田山交差点　※重複）
- 茨城県道136号高崎坂東線（坂東市神田山、神田山交差点）
- 茨城県道58号取手豊岡線（常総市菅生町、菅生交差点）

### 沿線
- 一言主神社（常総市大塚戸町）